# Neulise

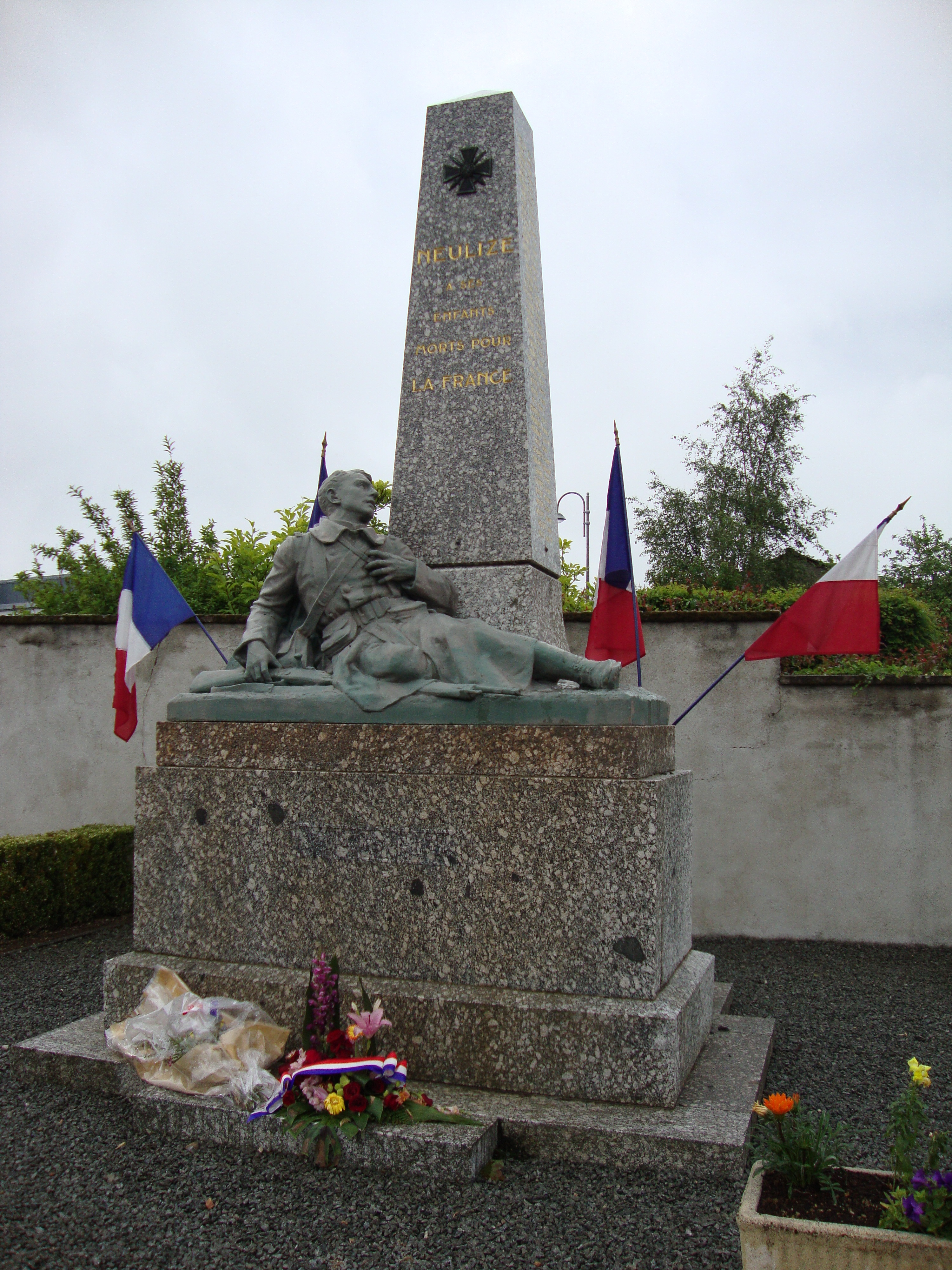
Monument aux morts.

Neulise est une commune française située dans le département de la Loire en région Auvergne-Rhône-Alpes.

## Géographie
La commune a donné son nom au Seuil de Neulise, dernier obstacle minéral sur le cours de la Loire, qui a creusé ses gorges dans ce horst surélevé entre les bassins d'effondrement du Forez au sud et du Roannais au nord, composé essentiellement de roches volcano-sédimentaires de la fin du Primaire.

### Climat
Pour des articles plus généraux, voir Climat d'Auvergne-Rhône-Alpes et Climat de la Loire.
En 2010, le climat de la commune est de type climat des marges montargnardes, selon une étude du Centre national de la recherche scientifique s'appuyant sur une série de données couvrant la période 1971-2000. En 2020, Météo-France publie une typologie des climats de la France métropolitaine dans laquelle la commune est exposée à un climat de montagne ou de marges de montagne et est dans la région climatique Nord-est du Massif Central, caractérisée par une pluviométrie annuelle de 800 à 1 200 mm, bien répartie dans l’année.
Pour la période 1971-2000, la température annuelle moyenne est de 10,4 °C, avec une amplitude thermique annuelle de 16,5 °C. Le cumul annuel moyen de précipitations est de 817 mm, avec 10,2 jours de précipitations en janvier et 7,3 jours en juillet. Pour la période 1991-2020, la température moyenne annuelle observée sur la station météorologique de Météo-France la plus proche, « Fourneaux », sur la commune de Fourneaux à 8 km à vol d'oiseau, est de 11,7 °C et le cumul annuel moyen de précipitations est de 900,1 mm,. Pour l'avenir, les paramètres climatiques de la commune estimés pour 2050 selon différents scénarios d'émission de gaz à effet de serre sont consultables sur un site dédié publié par Météo-France en novembre 2022.

## Urbanisme

### Typologie
Au 1er janvier 2024, Neulise est catégorisée bourg rural, selon la nouvelle grille communale de densité à sept niveaux définie par l'Insee en 2022.
Elle est située hors unité urbaine. Par ailleurs la commune fait partie de l'aire d'attraction de Roanne, dont elle est une commune de la couronne,. Cette aire, qui regroupe 88 communes, est catégorisée dans les aires de 50 000 à moins de 200 000 habitants,.

### Occupation des sols
L'occupation des sols de la commune, telle qu'elle ressort de la base de données européenne d’occupation biophysique des sols Corine Land Cover (CLC), est marquée par l'importance des territoires agricoles (90,7 % en 2018), en diminution par rapport à 1990 (93,3 %). La répartition détaillée en 2018 est la suivante : 
prairies (69,7 %), zones agricoles hétérogènes (13,3 %), terres arables (7,7 %), forêts (3,5 %), zones industrielles ou commerciales et réseaux de communication (3,2 %), zones urbanisées (2,7 %). L'évolution de l’occupation des sols de la commune et de ses infrastructures peut être observée sur les différentes représentations cartographiques du territoire : la carte de Cassini (XVIIIe siècle), la carte d'état-major (1820-1866) et les cartes ou photos aériennes de l'IGN pour la période actuelle (1950 à aujourd'hui).

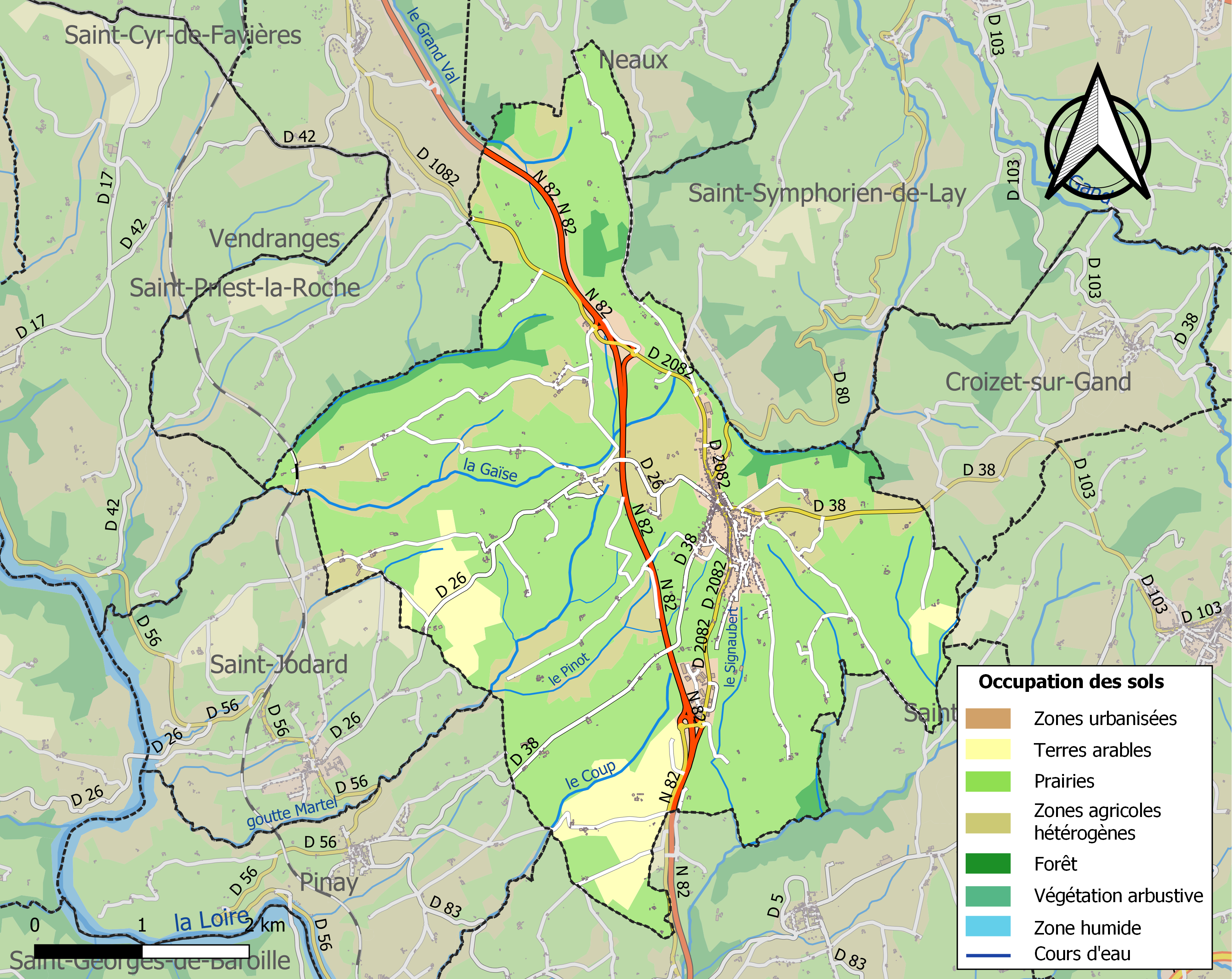
Carte des infrastructures et de l'occupation des sols de la commune en 2018 (CLC).

## Histoire
Neulise se situe historiquement dans la province du Forez. 
On trouve la mention de son église au XIe siècle sous le nom de Novalisae qui évoque le défrichement de nouvelles terres. Sa création remonterait aux Gaulois. Certains évoquent un fort romain sur l'emplacement du hameau actuel de Coulouvres. Des vestiges préhistoriques y ont également été trouvés.
À la fin de l'Ancien Régime, le territoire du village était pour partie en Beaujolais (la partie haute du village actuel) et pour partie en Forez (la partie basse du village, autour de l'église).
Au XVIIIe siècle, l'hospice de Neulise était connu pour le traitement de la rage. On y venait pour toucher une relique aux vertus curatives, une dent attribuée à Saint Hubert. Elle aurait été apportée par un soldat blessé à la bataille de Fontenoy en 1745 et est maintenant conservée dans le trésor de l'église.
Ce sont les communications qui provoquent l'essor de Neulise au XIXe siècle surtout avec la route nationale 82 qui relie Roanne à Saint-Étienne. L'activité textile y était importante avec le tissage artisanal de la mousseline et du plumetis. En 1860 il y aurait eu 800 métiers à bras en fonctionnement.
Neulise est aussi un haut lieu de l'épopée des chemins de fer en France. La commune était traversée par l'extension de la première ligne de chemin de fer de France mise en service en 1833 reliant Andrézieux à Roanne. À Neulise se trouvait une machine à vapeur fixe qui hâlait les trains en provenance de Balbigny par l'intermédiaire d'un treuil. Une première machine explosa en 1834. Elle fut remplacée en 1844 par une machine plus puissante. Entre-temps, on dut se servir de chevaux et de bœufs. La ligne a cessé son activité en 1857,.

### Héraldique
|  | Les armoiries de Neulise se blasonnent ainsi : De gueules aux trois étoiles d’or. Adopté en octobre 1995. |

## Politique et administration
| Période                                  | Période   | Identité          | Étiquette | Qualité                                |
| ---------------------------------------- | --------- | ----------------- | --------- | -------------------------------------- |
| Les données manquantes sont à compléter. |           |                   |           |                                        |
| mars 2001                                | mars 2008 | Denis Simonin     |           |                                        |
| mars 2008                                | mars 2011 | Jean Paul Ducreux |           |                                        |
| mars 2011                                | En cours  | Hubert Roffat     | SE        | Président de la Communauté de Communes |

## Démographie
L'évolution du nombre d'habitants est connue à travers les recensements de la population effectués dans la commune depuis 1793. Pour les communes de moins de 10 000 habitants, une enquête de recensement portant sur toute la population est réalisée tous les cinq ans, les populations de référence des années intermédiaires étant quant à elles estimées par interpolation ou extrapolation. Pour la commune, le premier recensement exhaustif entrant dans le cadre du nouveau dispositif a été réalisé en 2007.

En 2022, la commune comptait 1 356 habitants, en évolution de +0,82 % par rapport à 2016 (Loire : +1,32 %, France hors Mayotte : +2,11 %).
| 1793  | 1800  | 1806  | 1821  | 1831  | 1836  | 1841  | 1846  | 1851  |
| ----- | ----- | ----- | ----- | ----- | ----- | ----- | ----- | ----- |
| 1 325 | 1 363 | 1 367 | 1 477 | 1 927 | 2 093 | 2 121 | 2 305 | 2 338 |

| 1856  | 1861  | 1866  | 1872  | 1876  | 1881  | 1886  | 1891  | 1896  |
| ----- | ----- | ----- | ----- | ----- | ----- | ----- | ----- | ----- |
| 2 478 | 2 434 | 2 583 | 2 637 | 2 512 | 2 427 | 2 183 | 2 219 | 2 063 |

| 1901  | 1906  | 1911  | 1921  | 1926  | 1931  | 1936  | 1946  | 1954  |
| ----- | ----- | ----- | ----- | ----- | ----- | ----- | ----- | ----- |
| 2 051 | 2 034 | 2 016 | 1 638 | 1 640 | 1 545 | 1 512 | 1 271 | 1 279 |

| 1962  | 1968  | 1975  | 1982  | 1990  | 1999  | 2006  | 2007  | 2012  |
| ----- | ----- | ----- | ----- | ----- | ----- | ----- | ----- | ----- |
| 1 262 | 1 241 | 1 154 | 1 202 | 1 153 | 1 146 | 1 249 | 1 263 | 1 282 |

| 2017  | 2022  | - | - | - | - | - | - | - |
| ----- | ----- | - | - | - | - | - | - | - |
| 1 366 | 1 356 | - | - | - | - | - | - | - |

## Lieux et monuments

### ÉgliseSaint-Jean-Baptiste

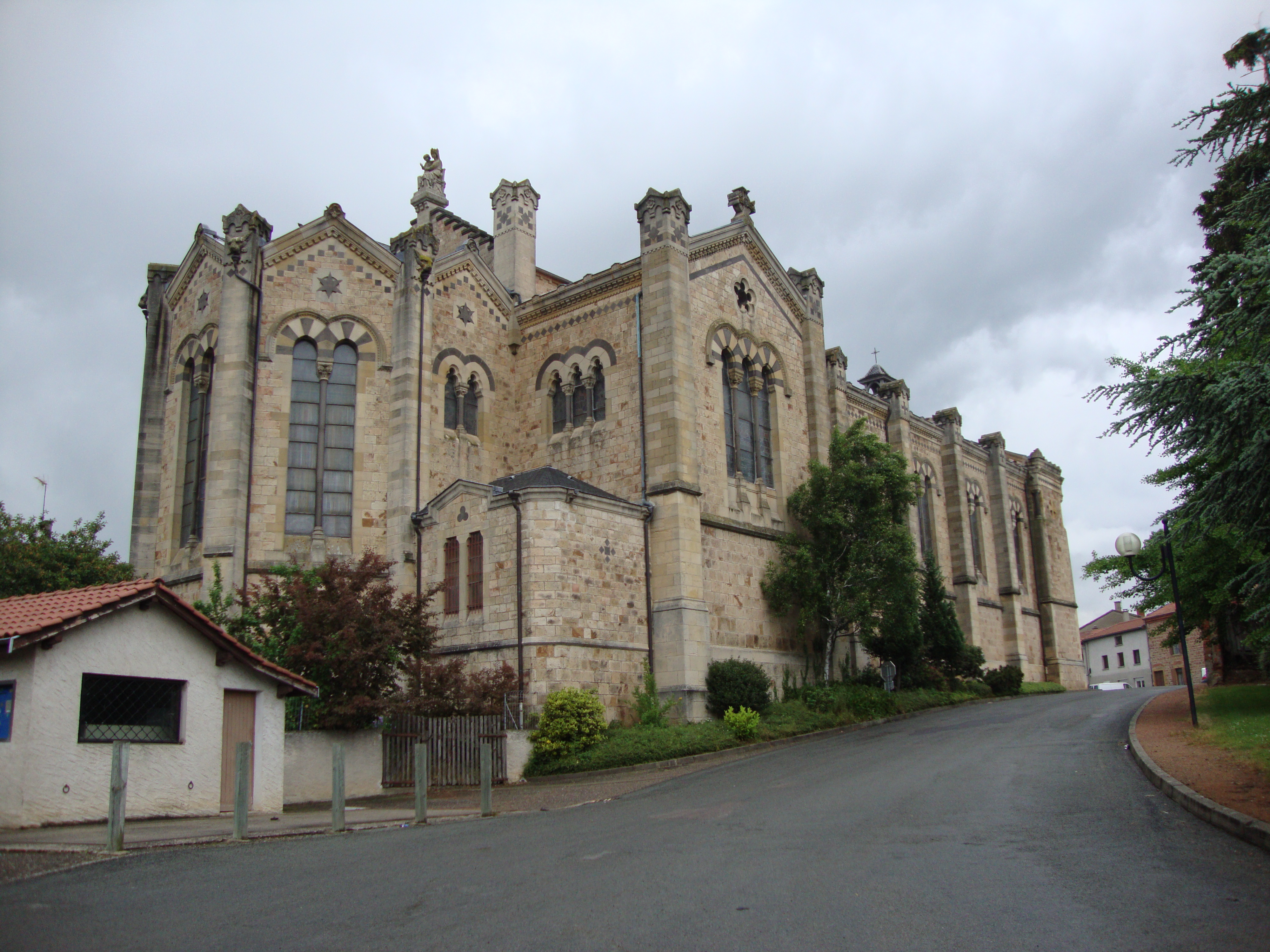
Église Saint-Jean-Baptiste.
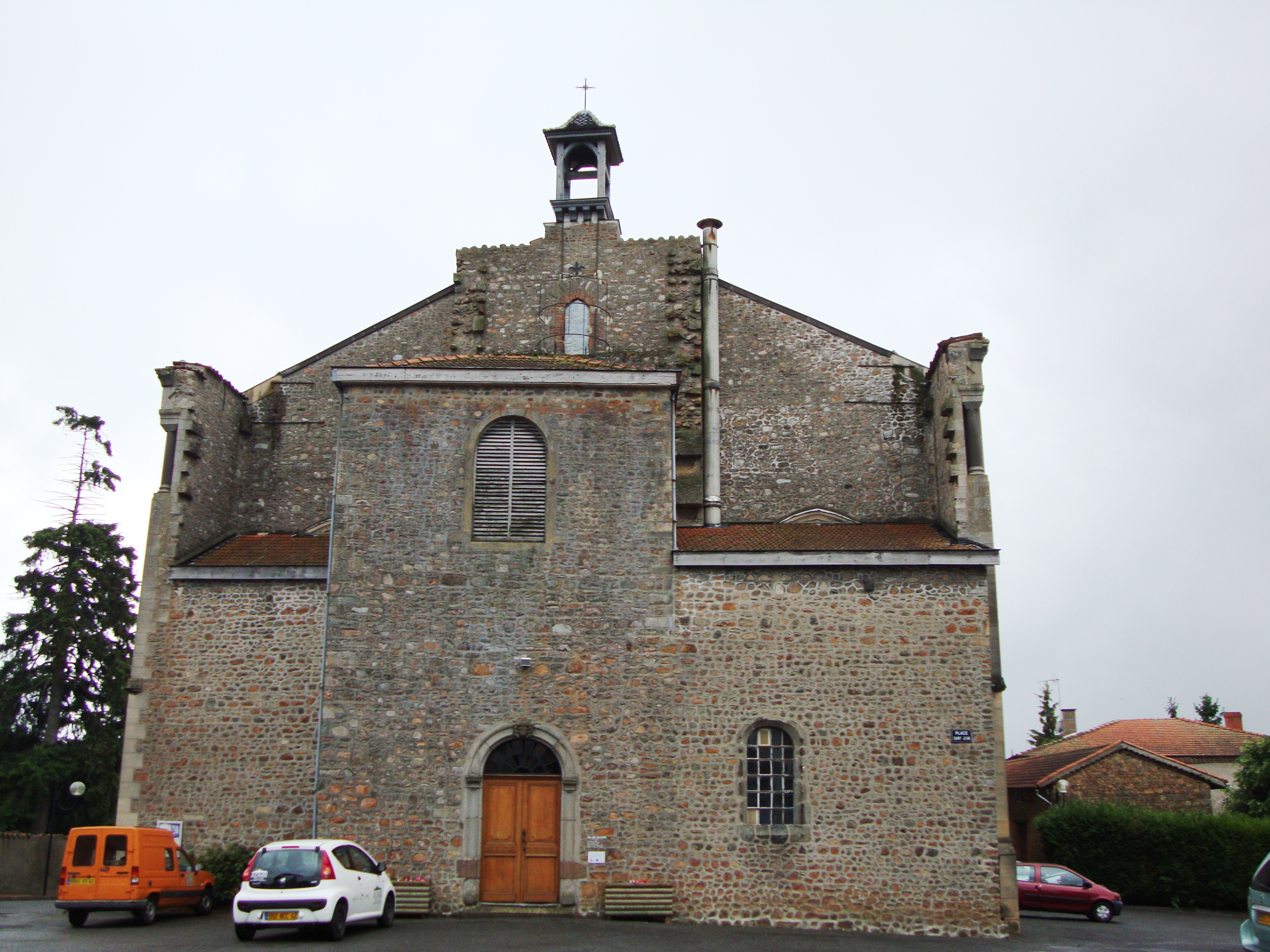
Façade de l'église.
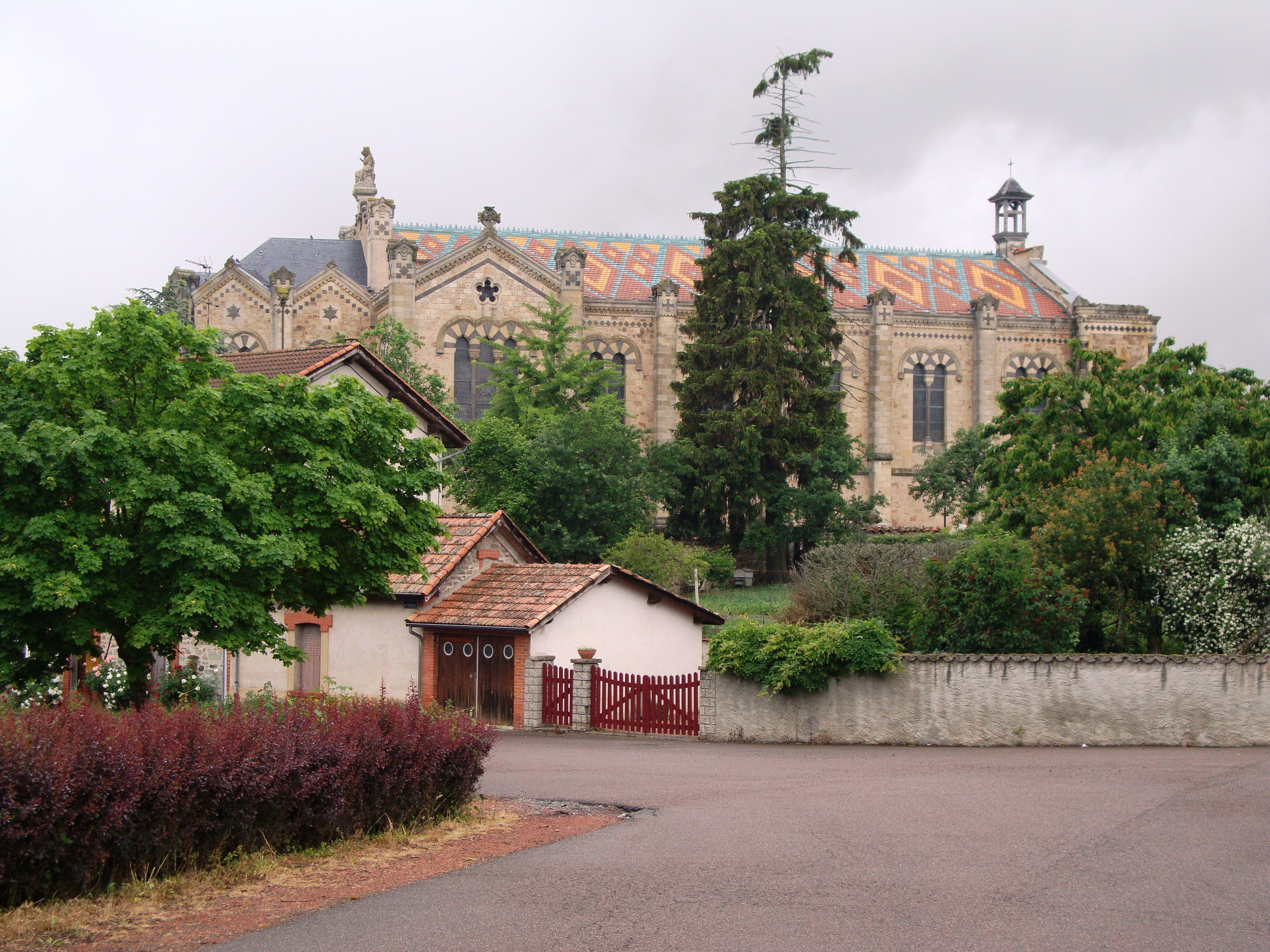
Toit de l'église.

De style néo-byzantin, elle a été construite de 1862 à 1865 par Pierre Bossan en remplacement d'une première église dont la plus ancienne mention connue remonte au XIe siècle. Il s'en inspira pour les plans qu'il réalisa ensuite pour la basilique de Fourvière à Lyon.
De l'église ancienne, seule subsiste la façade principale de l'église actuelle.
À l'intérieur, les stalles sont particulièrement originales par les figures qui ornent les accoudoirs : des animaux à têtes humaines. D'après la tradition locale, il s'agirait de portraits d'hommes politiques du moment, parmi lesquels on semble reconnaître le chancelier Bismarck.